# John H. Burke
John Harley Burke (ur. 2 czerwca 1894 w Excelsior, Hrabstwie Richland, zm. 14 maja 1951 w Long Beach) – amerykański polityk, członek Partii Demokratycznej.

## Działalność polityczna
W okresie od 4 marca 1933 do 3 stycznia 1935 przez jedną kadencję był przedstawicielem nowo powstałego 18. okręgu wyborczego w stanie Kalifornia w Izbie Reprezentantów Stanów Zjednoczonych.